# Fresh I.E.
Fresh I.E., pseudonimo di Rob Wilson (Winnipeg, 1973), è un rapper canadese di Christian hip hop.
Entrambi gli album  Red Letterz e Truth is Fallin' in tha Streetz sono stati nominati per il Grammy Awards: rispettivamente nel 2003 e nel 2005. L'artista canadese ha anche vinto diverse volte i GMA Canada Covenant Awards  tra cui anche Rap/Hip Hop Song of the Year per "World Vision" (2006).

## Discografia
- 2000: 28:3
- 2003: Red Letterz
- 2005: Truth Is Fallin' In Tha Streetz